# Gare de Marseille-Blancarde
Gare de Marseille-Blancarde vasútállomás Franciaországban, Marseille településen.

## Vasútvonalak
Az állomást az alábbi vasútvonalak érintik:
- Marseille–Ventimiglia-vasútvonal
- Ligne Blancarde-Prado
- Marseille-Blancarde–Marseille-Prado-vasútvonal

## Kapcsolódó állomások
A vasútállomáshoz az alábbi állomások vannak a legközelebb:
- Gare de La Pomme
- Gare de Marseille-Saint-Charles (Gare de Marseille-Saint-Charles)